# Източнотувинска планинска земя
Източнотувинската планинска земя (на руски: Восточно-Тувинское нагорье) е планинска земя в Южен Сибир, в източната част на Република Тува, Русия.
Простира се между долините на реките Голям Енисей (Бий-Хем) на запад и север и Малък Енисей (Ка-Хем) на юг и югоизток. На изток, в района на изворите на Голям Енисей се свързва с главното било на планината Източни Саяни. Състои се от няколко планински хребета Чос-Тайга (2367 m), Шорликовски Белки (2222 m), Хонгуш (2466 m), Агарха Ула (2296 m) и най-мощния и дълъг Академик Обручев (2895 m, 51°35′07″ с. ш. 97°37′16″ и. д. / 51.585278° с. ш. 97.621111° и. д.) и разделящите ги понижения и падини. Има следи от древни заледявания. Изградена е основно от палеозойски, предимно карбонски седиментно-вулканогенни наслаги и гранитоиди. По склоновете преобладават иглолистните гори от лиственица и кедър, а в горната част на горския пояс, на височина около 2200 m – предимно кедровите гори. По най-високите части господстват планинската тундра и каменистите пространства.

## Топографска карта
- М-47-А, М 1:500 000[2]